# Lampionfest von Kuki

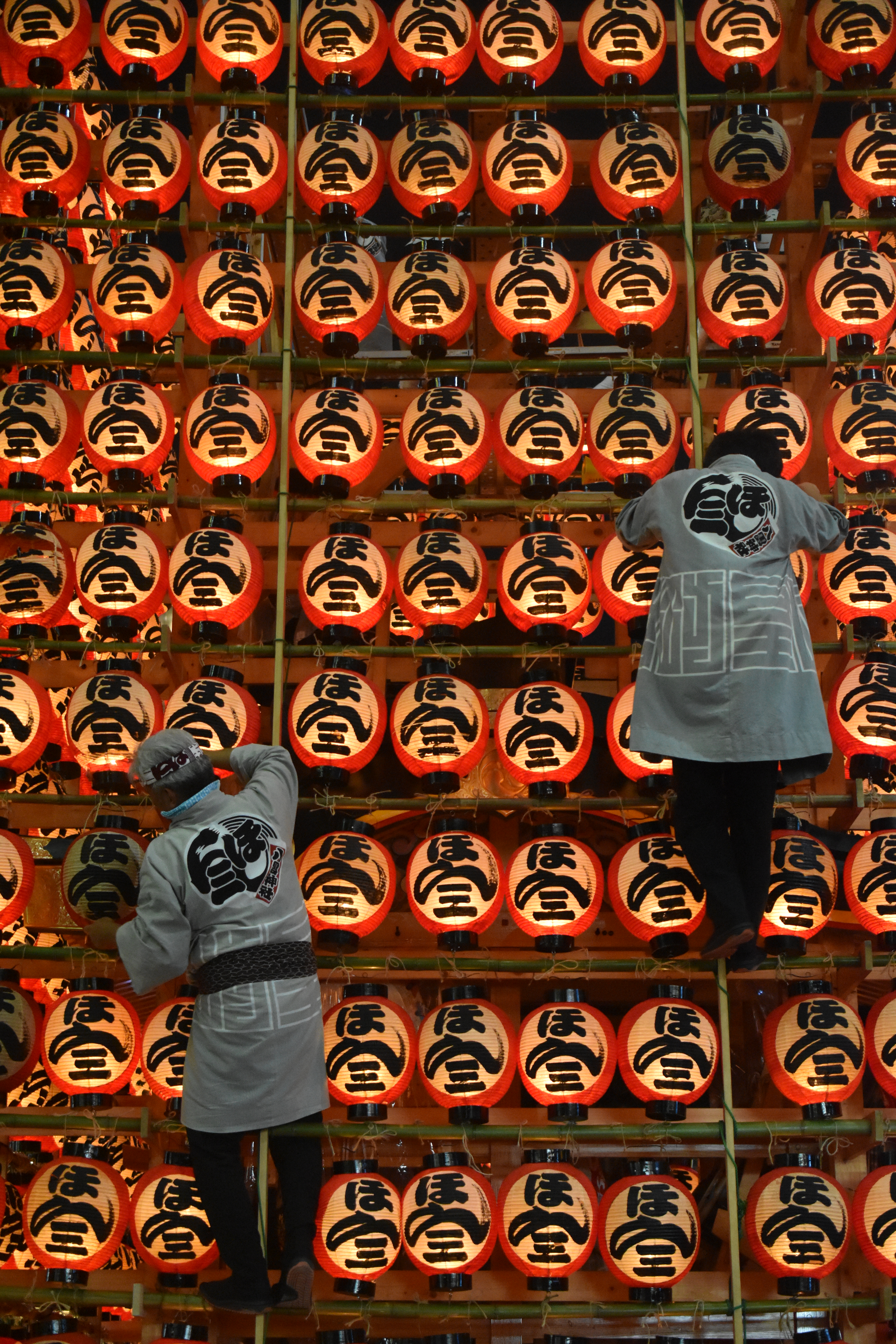
Hon-san

Das Lampionfest von Kuki (japanisch 久喜の提灯祭り Kuki no chōchin matsuri) ist ein Sommerfest in der japanischen Stadt Kuki, Saitama. Es findet zwischen dem 12. und dem 18. Juli statt. Dabei wird ein Festwagen mit Figuren geschichtlicher Personen (wie zum Beispiel Yamatotakeru oder Oda Nobunaga) und mit traditionellen japanischen Lampions (Chōchin) geschmückt und dann abends durch die Straßen gezogen. Erstmals belegt ist das Lampionfest von Kuki im Jahr 1783 (Tenmei 3).

## Festwagen
| Wagenname          | Figur                                          |
| ------------------ | ---------------------------------------------- |
| Hon-ichi (本一)    | Susanoo (素戔嗚尊 Susanoo no mikoto)           |
| Hon-ni (本二)      | Takenouchi no Sukune (武内宿禰)                |
| Hon-san (本三)     | Jingū-kōgō (神功皇后)                          |
| Nakamachi (仲町)   | Oda Nobunaga (織田信長)                        |
| Shin-ichi (志ん一) | Yamatotakeru (日本武尊 Yamatotakeru no mikoto) |
| Shin-ni (志ん二)   | Jimmu (神武天皇 Jinmu-tennō)                   |
| Azuma (東)         | Susanoo (素戔嗚尊 Susanoo no mikoto)           |
| Tō-ichi (東一)     | Shōki (鍾馗)                                   |